# Закон рынка
«Закон рынка» (фр. La Loi du marché) — французская драма 2015 года, поставленная Стефаном Бризе с участием Венсана Линдона в главной роли. Мировая премьера ленты состоялась 18 мая 2015 года на 68-м Каннском кинофестивале, где она участвовала в основной конкурсной программе, а Венсан Линдон получил Приз фестиваля за лучшую мужскую роль. Фильм был номинирован в 3-х категориях на соискание кинопремии «Сезар» 2016 года, в том числе за лучший фильм и лучшую режиссёрскую работу.

## Синопсис
Пятидесятилетний Тьерри (Венсан Линдон) после 20 месяцев безработицы находит новую работу. Компания, куда он устраивается, имеет достаточно высокую репутацию на рынке. Руководство систематически заботится о климате в коллективе, обеспечивает качественный отдых и медицинское обеспечение, но, как и в любой компании, все идеально бывает редко.
Однажды новичка вызывают к начальству. Ему поступает довольно странное предложение. Руководитель просит Тьерри за определённые поблажки на рабочем месте стать простым «стукачом» и рассказывать о каждом действии своих коллег. Смущённый герой даже не сразу смог дать ответ. Попросив время, чтобы подумать, Тьерри стал мучиться. Ему нужно сделать важный выбор, от которого будет зависеть, сможет ли он работать в перспективной компании.

## В ролях
| Актёр            | Роль | Роль                            |
| ---------------- | ---- | ------------------------------- |
| Венсан Линдон    | …    | Тьерри                          |
| Ив Ори           | …    | консультант кадрового агентства |
| Карин де Мирбек  | …    | жена Тьерри                     |
| Матье Шаллер     | …    | сын Тьерри                      |
| Ксавье Матье     | …    |                                 |
| Ноэль Майро      | …    | учитель танцев                  |
| Катрин Сен-Бонне | …    | менеджер банка                  |

## Признание
| Год  | Награда                     | Категория                | Номинант                                         | Результат |
| ---- | --------------------------- | ------------------------ | ------------------------------------------------ | --------- |
| 2015 | 68-й Каннский кинофестиваль | Золотая пальмовая ветвь  | Закон рынка                                      |           |
| 2015 | 68-й Каннский кинофестиваль | Лучшая мужская роль      | Венсан Линдон                                    |           |
| 2015 | 68-й Каннский кинофестиваль | Приз Экуменического жюри | Особое упоминание                                |           |
| 2016 | Премия «Люмьер»             | Лучший актёр             | Венсан Линдон                                    |           |
| 2016 | Премия «Сезар»              | Лучший фильм             | Стефан Бризе, Христоф Россиньон, Филипп Боэффард | Номинация |
| 2016 | Премия «Сезар»              | Лучший режиссёр          | Стефан Бризе                                     | Номинация |
| 2016 | Премия «Сезар»              | Лучший актёр             | Венсан Линдон                                    | Победа    |